# Roskovec
Roskovec, in albanese Roskoveci, è un comune albanese situato nella prefettura di Fier, a circa 100 km a sud di Tirana.
In seguito alla riforma amministrativa del 2015, a Roskovec sono stati accorpati i comuni di Kuman, Kurjan, e Strum, portando la popolazione complessiva a 21.742 abitanti (dati censimento 2011), su una superficie totale di 118.01 km².